# The Giving Pledge
The Giving Pledge é uma organização filantrópica fundada em 2010 nos Estados Unidos por Bill Gates, Melinda Gates e Warren Buffett, que incentiva as pessoas e famílias com grandes fortunas em todo o mundo a contribuir com uma parte significativa de sua riqueza para causas sociais.

## História
Em agosto de 2010, Bill Gates e Warren Buffett conseguiram que quarenta outros bilionários norte-americanos e suas famílias assumissem o compromisso de doar parte de suas fortunas para causas sociais. Era o início da organização Giving Pledge. Essa primeira iniciativa incluía personalidades como Larry Ellison, George Lucas e Michael Bloomberg.
Em 2017, a organização tinha 168 signatários de 21 países diferentes. Considerada uma das maiores ações filantrópicas da história, em 2018, eram mais de 175 signatários, cujas doações empenhadas atingiam US$ 350 bilhões.
A Giving Pledge propõe-se a motivar as pessoas ricas do mundo a doarem pelo menos a metade de seu patrimônio líquido para a filantropia, seja durante sua vida ou após sua morte. Não existe uma causa específica na qual são usadas as doações e também não há obrigatoriedade de doar para ingressar na organização, que afirma que as doações são um compromisso moral, não um contrato legal. Entre os participantes da organização, está o bilionário sírio-brasileiro Elie Horn.